# Jean Papineau-Couture
Jean Papineau-Couture   (Montreal, 12 de novembre de 1916 - Montreal, 11 d'agost de 2000) va ser un compositor i acadèmic quebequès.
Nascut a Montreal, Papineau-Couture era el net del director i compositor Guillaume Couture. De jove va estudiar piano amb la seva mare. Va estudiar per primera vegada a Mont-real amb Gabriel Cusson abans d'entrar al "Collège Jean-de-Brébeuf" on va obtenir el batxiller en arts el 1937. Després va assistir al Conservatori de música de "New England" a Boston, on va obtenir el batxiller de música el 1941. Va estudiar amb Nadia Boulanger a la "Longy School of Music de Cambridge", Massachusetts.
Tornant al Quebec, la carrera docent de Papineau-Couture va començar el 1946 quan va ingressar a la facultat del "Conservatoire de musique du Quebec" à Montréal on va romandre fins al 1962. També va exercir la docència a la Facultat de música de la Universitat de Montreal. Va ser nomenat vicedegà el 1967 i degà des del 1968 fins al 1973. Dos dels seus notables alumnes eren François Morel i Pierre Rolland.
El 1962 Papineau-Couture va ser guardonat amb el premi "Calixa-Lavallée". El 1968, se'l va fer oficial de l'Orde del Canadà i va ser ascendit a "Companion" el 1993. El 1989, es va convertir en un gran oficial de l'Orde Nacional del Quebec. Papineau-Couture va rebre el premi del "Governador General Arts Performing" per la vida artística per assolir el 1994 per la seva contribució a la música clàssica.